# Хопкинс, Джон (музыкант)
Джо́натан Джу́лиан «Джон» Хо́пкинс (англ. Jonathan Julian «Jon» Hopkins; род. 15 августа 1979, Кингстон-апон-Темс, графство Суррей, Великобритания) — британский музыкальный продюсер, музыкант, диджей, который исполняет танцевальную и фоновую электронную музыку. После успешного старта музыкальной карьеры, в качестве клавишника у Имоджен Хип, Джон Хопкинс принимает участие в записи альбомов таких музыкантов, как Брайан Ино, Coldplay, Дэвид Холмс и других известных исполнителей.
Третий сольный альбом музыканта Insides попал на 15 строчку чартов танцевальной электроники в 2009. В следующем, 2010 году, Джон Хопкинс пишет саундтрек к фильму Монстры. Эта работа была номинирована на премию Айвора Новелло в категории «Лучший саундтрек». 82-й строчки официального чарта альбомов Великобритании Джон Хопкинс добился в сотрудничестве с Брайаном Ино и Лео Абрахамсом (альбом Small Craft on a Milk Sea) и с Кингом Кризотом (альбом Diamond Mine). В 2011 Diamond Mine был номинирован на Mercury Prize (ежегодно награждается лучший альбом Великобритании и Ирландии). А в 2013 на Mercury Prize был номинирован последний сольный альбом музыканта Immunity.

## Биография
Джон Хопкинс родился в 1979 г. в городе Кингстон-апон-Темс, графство Саррей. Рос в Уимблдоне. В возрасте семи-восьми лет впервые услышал электронную музыку на радио в проявлениях раннего хауса. Увлечение такими группами, как Depeche Mode и Pet Shop Boys привлекло его внимание к синтезаторам. В подростковом возрасте расширяет жанровый спектр музыкальных предпочтений до таких стилей, как эйсид-хауз, хардкор, гранж. Открывает для себя таких исполнителей, как Acen, Seefeel, Plaid. В возрасте 14 лет у Джона появился первый компьютер Amiga 500, на котором он начинает программировать свой MIDI материал. На средства, полученные победой в конкурсе игры на фортепиано, покупает низкопробный синтезатор Roland, на котором и пишет свои первые полноценные электронные композиции.
Когда Джону исполнилось 12 лет, он вступает в юношеский департамент Королевского колледжа музыки в Лондоне. Найдя вдохновение в музыке Равеля и Стравинского, побеждает отборочный конкурс исполнением с оркестром Фортепианного концерта Соль-мажор Мориса Равеля. Попробовав себя в роли классического пианиста, Хопкинс решает, что академическое исполнение слишком формально и не стоит того, чтобы тратить на его совершенствование полный рабочий день.

## Музыкальная карьера
В возрасте 17 лет, окончив колледж, Хопкинс, сопровождая на прослушивание в группу Имоджен Хип своего товарища гитариста Лео Абрахамса, тоже решает принять участие в кастинге, на роль клавишника. Оба попадают в состав группы, с которой гастролируют в течение всего 1998 года.
В 1999 году подписывает контракт с престижным Лондонским лейблом Just music, как сессионный музыкант и сольный исполнитель. Первый альбомом Opalescent получает положительные отзывы от престижных британских изданий. Вторую пластинку Contact Note, выпущенную на том же лейбле, Хопкинс трактовал, как андерграундную, однако андерграундное сообщество холодно на неё отреагировало. Этот провал стал толчком к началу продюсерской карьеры.
Лео Абрахамс знакомит Джона Хопкинса с эмбиент-исполнителем и музыкальным продюсером Брайаном Ино. Образуется долговременная коллаборация, в результате которой Джон Хопкинс присоединяется к записи альбома Брайана Ино Another Day on Earth, продюсирует пластинку Кинга Кризота Bombshell, принимает участие в написании треков с диджеем и композитором Дэвидом Холмсом для его пластинки Holy Pictures. В 2007 году Брайан Ино приглашает Хопкинса принять участие в записи Viva la Vida or Death and All His Friends, четвёртого альбома группы Coldplay. После удачного сотрудничества Джон Хопкинс отправляется на шесть месяцев вместе с Coldplay в тур в поддержку альбома, в котором открывает шоу своими выступлениями.
В 2008 году Джон Хопкинс берётся за написание музыки к балету «Бытия», Уэйна МакГрегора. После бурной реакции критиков на «Бытие» в апреле 2008, балет отправляется в тур вплоть до 2009 года.
5 мая 2009 года Джон Хопкинс записывает свой третий студийный альбом на лейбле Domino Records Insides. Пластинка занимает 15 строчку рейтинга журнала Billboard в категории альбомов танцевальной электроники, а онлайн журнал PopMatters относит её в десятку лучших «электронных» альбомов 2009 года.
В июне 2009 года Брайан Ино приглашает Джона Хопкинса выступить со своей музыкой на Luminous Festival в Сиднейском оперном театре. За несколько недель до завершения фестиваля Ино предлагает Хопкинсу объединиться с ним, Карлом Хайдом из Underworld и экспериментальным джазовым трио The Necks в импровизированную группу «Pure Scenius», выступление которой завершит фестиваль. Вместе они создают музыкальную импровизацию на приготовленные темы продолжительностью в полтора часа, чем и завершают фестиваль. Эксперимент под названием «Pure Scenius» был повторён на Брайтонском фестивале, когда его возглавлял Брайан Ино.
В 2009 году Хопкинс снова объединяется с Брайаном Ино и Лео Абрахамсом для работы над сауднтреком к ленте Питера Джексона «Милые кости». В начале 2010 года Хопкинс пишет саундтрек к короткометражному фильму Эрика Лайна «Роб и Валентина в Шотландии», который получил положительные отзывы на кинофестивале Сандэнс. В том же году Гарет Эдвардс заказывает Джону Хопкинсу написание саундтрека к его научно-фантастической ленте «Монстры».
Четвёртый студийный альбом Джона Хопкинса Immunity вышел 4 июня 2013 года на лейбле Domino Records. Пластинка была записана на лондонской студии Хопкинса с использованием часто употребляемых музыкантом собственных эффектов и натуральной акустики помещения. По словам Mixmag «Immunity — это альбом органического техно и изысканных мини-симфоний». Альбом занял в США 13 строчку в чарте Top Electronic Albums по версии Billboard. В Британии Immunity был номинирован на Mercury Prize в категории «Лучший альбом». Pitchfork Media охарактеризовал работу, как «Изумительно интуитивную, чувственную, убедительную электронную пластинку», а MusicOMH назвал альбом «современной классикой».
10 ноября 2014 года Джон Хопкинс выпускает EP Asleep Versions, который содержит в себе, по словам Domino Records, «четыре замедленные сказочные переосмысления» четырёх треков из альбома Immunity. В пластинке появляются вокальные доработки Raphaelle Standell-Preston из группы Braids и Кинга Крезота. Над обложкой работал Robert Hunter.

## Дискография

### Студийные альбомы
| Год  | Название альбома                          | Детали выхода                                      | Чарты | Чарты | Награды                                     |
| Год  | Название альбома                          | Детали выхода                                      | Dnce  | RU    | Награды                                     |
| ---- | ----------------------------------------- | -------------------------------------------------- | ----- | ----- | ------------------------------------------- |
| 2001 | Opalescent                                | - Дата выхода: 30 Июля 2001 - Лейбл: Just Music    | —     | —     |                                             |
| 2004 | Contact Note                              | - Дата выхода: 9 Августа 2004 - Лейбл: Just Music  | —     | —     |                                             |
| 2009 | Insides                                   | - Дата выхода: 5 Мая 2009 - Лейбл: Domino          | 15    | —     | - PopMatters' Top Ten Electronic Albums '09 |
| 2010 | Monsters                                  | - Дата выхода: 29 Ноября 2010 - Лейбл: Domino      | —     | —     |                                             |
| 2013 | Immunity                                  | - Дата выхода: 4 Июня 2013 - Лейбл: Domino         | 13    | —     | - Nominated: 2013 Mercury Prize             |
| 2013 | How I Live Now: Motion Picture Soundtrack | - Дата выхода: 14 Октября 2013 - Лейбл: Just Music | —     | —     |                                             |
| 2018 | Singularity                               | - Дата выхода: 4 Мая 2018 - Лейбл: Domino          | —     | —     |                                             |
| 2021 | Music for Psychedelic Therapy             | - Дата выхода: 12 ноября 2021 - Лейбл: Domino      | —     | —     |                                             |

### EP
| Год  | Название EP        | Детали выхода                                                                |
| ---- | ------------------ | ---------------------------------------------------------------------------- |
| 2005 | EP1                | - Дата выхода: 21 Ноября 2005 - Лейбл: Just Music                            |
| 2008 | The Fourth State   | - Дата выхода: 17 Апреля 2008 (recorded '02) - Лейбл: Sounds Asleep (SLP007) |
| 2009 | Seven Gulps of Air | - Дата выхода: 10 Ноября 2009 - Лейбл: Double Six Recordings                 |
| 2014 | Asleep Versions    | - Дата выхода: 10 Ноября 2014 - Лейбл: Domino                                |

### Синглы
| Год  | Название                                | Лейбл  | Альбом                          |
| ---- | --------------------------------------- | ------ | ------------------------------- |
| 2009 | «Light Through The Veins»               | Domino | 3-track single                  |
| 2009 | «Seven Gulps of Air» (feat. Tunng)      | Domino | Seven Gulps of Air              |
| 2010 | «Vessel (Four Tet Remix)»               | Domino | Remixes (2-track single)        |
| 2010 | «Wire (Nathan Fake Remix)»              | Domino | Remixes (2-track single)        |
| 2013 | «Open Eye Signal»                       | Domino | 4-single track                  |
| 2013 | «Breathe This Air» (featt. Purity Ring) | Domino | 1-track promo single            |
| 2013 | «Collider: Remixes»                     | Domino | 3-track single                  |
| 2014 | «We Disappear» (feat. Lulu James)       | Domino | «We Disappear» (2-track single) |
| 2014 | «Abandon Window (Moderat Remix)»        | Domino | «We Disappear» (2-track single) |